# Калинівська сільська рада (Іванівський район)
Кали́нівська сільська́ ра́да — колишня адміністративно-територіальна одиниця та орган місцевого самоврядування в Іванівському районі Одеської області. Адміністративний центр — село Калинівка. Ліквідована — 18 грудня 2016 року.

## Загальні відомості
Калинівська сільська рада була утворена в 1924 році.
- Територія ради: 113,495 км²
- Населення ради: 1 674 особи (станом на 2001 рік)

## Населені пункти
Сільській раді були підпорядковані населені пункти:
- с. Калинівка
- с. Вовкове
- с. Гудевичеве
- с. Джугастрове
- с. Новакове
- с. Соколове

## Населення
Згідно з переписом 1989 року населення села становило 1831 особа, з яких 843 чоловіки та 988 жінок.
За переписом населення 2001 року в селі мешкало 1668 осіб.

### Мова
Розподіл населення за рідною мовою за даними перепису 2001 року:
| Мова       | Відсоток |
| ---------- | -------- |
| українська | 87,63 %  |
| молдовська | 9,14 %   |
| російська  | 2,39 %   |
| болгарська | 0,36 %   |
| гагаузька  | 0,06 %   |

## Склад ради
Рада складалася з 16 депутатів та голови.
- Голова ради: Засоба Юрій Петрович
- Секретар ради: Постернак Любов Миколаївна

### Керівний склад попередніх скликань
| Прізвище, ім'я, по батькові | Основні відомості                                                  | Дата обрання          | Дата звільнення       |
| --------------------------- | ------------------------------------------------------------------ | --------------------- | --------------------- |
| Засоба Юрій Петрович        | Сільський голова, 1969 року народження, освіта вища, позапартійний | 26.03.2006            | 31.10.2010            |
| Засоба Юрій Петрович        | Сільський голова, 1969 року народження, освіта вища, безпартійний  | 31.10.2010 25.10.2015 | 25.10.2015 18.12.2016 |

Примітка: таблиця складена за даними сайту Верховної Ради України

### Депутати
За результатами місцевих виборів 2010 року депутатами ради стали:

#### За суб'єктами висування
| Суб'єкт висування                                       | Кількість обраних депутатів | %    |
| ------------------------------------------------------- | --------------------------- | ---- |
| Партія регіонів                                         | 7                           | 43,8 |
| Політична партія Всеукраїнське об'єднання «Батьківщина» | 6                           | 37,5 |
| Народна партія                                          | 1                           | 6,3  |
| Самовисування                                           | 1                           | 6,3  |
| Соціалістична партія України                            | 1                           | 6,3  |

#### За округами
| № округу                                                | Прізвище, ім'я, по батькові      | Дата визнання обраним | Освіта  | Партійна приналежність                        | Відомості про обраного депутата                            |
| ------------------------------------------------------- | -------------------------------- | --------------------- | ------- | --------------------------------------------- | ---------------------------------------------------------- |
| Народна Партія                                          |                                  |                       |         |                                               |                                                            |
| 12                                                      | Хлистун Оксана Федорівна         | 01.11.2010            | середня | член Народної партії                          | домогосподарка                                             |
| Партія регіонів                                         |                                  |                       |         |                                               |                                                            |
| 3                                                       | Пввленко Валентина Миколаївна    | 01.11.2010            | середня | член Партії регіонів                          | фельдшерсько-акушерський пункт с. Джугастрове, завідувачка |
| 5                                                       | Чабан Володимир Володимирович    | 01.11.2010            | вища    | член Партії регіонів                          | тимчасово не працює                                        |
| 7                                                       | Гатайло Леся Ігорівна            | 01.11.2010            | середня | член Партії регіонів                          | ПСП «Правда» декретна відпустка                            |
| 10                                                      | Постернак Любов Миколаївна       | 01.11.2010            | вища    | член Партії регіонів                          | Калинівська сільська рада, секретар                        |
| 14                                                      | Федосенко Федір Федорович        | 01.11.2010            | середня | член Партії регіонів                          | тимчасово не працює                                        |
| 15                                                      | Сокур Людмила Петрівна           | 01.11.2010            | середня | член Партії регіонів                          | тимчасово не працює                                        |
| 16                                                      | Бондаренко Ігор Всеволодович     | 01.11.2010            | середня | член Партії регіонів                          | фельдшерсько-акушерський пункт с. Гудевичиве, фельдшер     |
| Політична партія Всеукраїнське об'єднання «Батьківщина» |                                  |                       |         |                                               |                                                            |
| 1                                                       | Кондратовець Петро Олександрович | 01.11.2010            | середня | член Всеукраїнського об'єднання «Батьківщина» | ПСП «Правда», токар                                        |
| 2                                                       | Кисіль Сергій Володимирович      | 01.11.2010            | середня | член Всеукраїнського об'єднання «Батьківщина» | приватний підприємець                                      |
| 4                                                       | Храмалюк Володимир Валентинович  | 01.11.2010            | вища    | член Всеукраїнського об'єднання «Батьківщина» | Джугастрівська загальноосвітня школа, вчитель              |
| 8                                                       | Черненко Олександр Володимирович | 01.11.2010            | середня | член Всеукраїнського об'єднання «Батьківщина» | Калинівська загальноосвітня школа І-ІІІ ст., техпрацівник  |
| 9                                                       | Узаршвілі Наталія Леонідівна     | 01.11.2010            | середня | член Всеукраїнського об'єднання «Батьківщина» | Калинівська сільська рада, техпрацівник                    |
| 11                                                      | Крученко Валентина Миколаївна    | 01.11.2010            | середня | член Всеукраїнського об'єднання «Батьківщина» | тимчасово не працює                                        |
| Соціалістична партія України                            |                                  |                       |         |                                               |                                                            |
| 6                                                       | Клевчук Олексій Михайлович       | 01.11.2010            | середня | член Соціалістичної партії України            | м. Одеса ІПАІС «Чорномор», охоронець                       |
| Самовисування                                           |                                  |                       |         |                                               |                                                            |
| 13                                                      | Мамчур Валерій Миколайович       | 01.11.2010            | середня | позапартійний                                 | приватний підприємець                                      |